# Telsimia gibbosa
Telsimia gibbosa – gatunek chrząszcza z rodziny biedronkowatych i podrodziny Coccinellinae.

## Taksonomia
Gatunek ten opisany został po raz pierwszy w 1895 roku przez Thomasa Blackburna pod nazwą Lipernes gibbosus. Nazwa Lipernes okazała się jednak młodszym homonimem nazwy wprowadzonej w 1879 roku przez George’a Roberta Waterhouse’a. W 1900 roku Blackburn proponował zastąpienie jej nazwą Notolipernes. Rok wcześniej wprowadzona jednak została przez Thomasa Lincolna Caseya nazwa Telsimia i to ją uznaje się za ważną.

## Morfologia
Chrząszcz o ciele długości od 1,4 do 1,7 mm, 1,2 raza dłuższym niż szerokim, w zarysie bardzo krótko-owalnym, z wierzchu silnie wysklepionym. Ubarwienie ma czarne z ciemnorudymi czułkami i głaszczkami oraz jaśniejszymi stopami.
Głowa jest silnie poprzeczna, zaopatrzona w duże oczy oraz bardzo krótkie czułki. Powierzchnia czoła jest pokryta punktami większymi omatidiów oddalonymi od siebie na odległości równe od 0,5 do 0,8 ich średnic oraz porośnięta owłosieniem.
Przedplecze jest silnie poprzeczne, o krawędzi przedniej silnie pośrodku łukowatej, kątach przednich wąsko zaokrąglonych, krawędziach bocznych nierozpłaszczonych i równomiernie łukowatych, a kątach tylnych rozwartych i zaostrzonych. Punkty na dysku przedplecza są większe niż na czole i oddalone głównie o połowę swojej średnicy, na jego bokach zaś znacznie większe i oddalone na mniej niż połowę średnicy. Owłosienie dysku przedplecza jest półpokładające się i skierowane częściowo do przodu, a częściowo na boki. Między pokrywami widnieje mała, trójkątna tarczka. Pokrywy są silnie sklepione, najszersze w przedniej ćwiartce, o mocno zwężających się ku szczytowi, ale osiągających go epipleurach. Punkty na pokrywach są takiej samej wielkości lub niewiele większe niż na dysku przedplecza, rozstawione na odległości zbliżone do swojej średnicy. Owłosienie na pokrywach jest półwzniesione, pozakrzywiane, tworzące wirowate, symetryczne wzory. Przedpiersie ma wyrostek międzybiodrowy pokryty grubymi i płytkimi punktami oddalonymi od siebie o średnicę. Odnóża wszystkich par u samca mają stopy o rozdwojonych pazurkach. U samicy wszystkie pazurki mają płytko odkrojony płatek nasadowy.
Odwłok ma pięć widocznych na spodzie sternitów (wentrytów), z których dwa pierwsze są częściowo zespolone, ale z dobrze zaznaczonym szwem. Płytki zabiodrowe na pierwszym wentrycie są na zewnętrznych krawędziach kątowo zakrzywione. Punkty między biodrami są mniejsze niż na zapiersiu, rozstawione na odległości równe ich średnicom. Wentryt piąty jest tak długi jak te od drugiego do czwartego razem wzięte. Na dyskach trzeciego i czwartego wentrytu punktowanie nie ogranicza się do pojedynczych szeregów.

## Ekologia i występowanie
Owad endemiczny dla Australii, znany tylko z Queenslandu. Zarówno larwy, jak i owady dorosłe są drapieżnikami żerującymi na czerwcach (kokcydofagi).